# Wadi al-Far'a
Wadi al-Far'a (în arabă وادي الفارعه) sau Nahal Tirzah (în ebraică נַחַל תִּרְצָה) este un curs de apă din nordul Cisiordaniei care se varsă în râul Iordan la sud de Podul Damia. Este cel mai mare pârâu din Cisiordania. Wadi al-Far'a este situat în zona accidentată a Cisiordaniei și străbate estul prin Valea Iordanului, trecând prin satul palestinian Wadi al-Far'a. Lacul de acumulare Tirzah este folosit pentru a colecta apa inundabilă din Wadi al-Far'a înainte de a se varsa în râul Iordan.